# Puurs
Puurs var en kommun i Belgien. Den låg i provinsen Antwerpen och regionen Flandern. Antalet invånare var cirka 17 452 invånare (2018). 2019 slogs kommunen samman med Sint-Amands och bildade den nya kommunen Puurs-Sint-Amands.